# Mohammad Ranjbar
Mohammad Ranjbar (1er janvier 1935 – 29 juin 2004) est un footballeur et entraîneur iranien de football. Il remporte la Coupe d’Asie 1972 et participe aux JO 1972.

## Palmarès
- Vainqueur de la Coupe d’Asie des nations 1972 avec l'équipe d'Iran